# 羅姓
罗姓是汉字姓氏之一。在《百家姓》中排第75位，2020年在中國大陸人口排名第19位，人口约1400万人。罗姓主要分布在今中国西南地区一带，另在韩国、缅甸也有分布。

## 來源
祝融后裔
- 出自妘姓，为祝融后裔，以國名為氏。根據《通誌．氏族略．以國為氏》所載，周代有羅國，初封宜城（湖北宜城縣），徙枝江。春秋時被楚國所滅。周末居長沙，國人以原國名羅為氏。

官职为姓
- 源于西周时期的官吏罗氏，罗氏是周朝的一种官职，掌管天下禽鸟的捕捉与饲养，其后人有以先祖官职称谓为姓氏者。

少数民族后裔
- 雲南駱姓蠻被討伐，改姓羅。
- 唐朝西突厥可汗斛瑟羅入中國，其後以斛瑟羅為氏，後改姓羅氏。
- 鮮卑族複姓所改，根據《魏書．官氏誌》所載，南北朝時，北魏有代北複姓叱罗氏，孝文漢化後，定居中原，代為漢姓羅氏。
- 清代皇族愛新覺羅氏中有改姓羅者，为清朝道光帝之孙端郡王载漪后裔。
- 根據《後漢書．南蠻傳》及《華陽國誌》紀載板楯七姓有羅氏。
- 另有蒙古族、藏族、彝族、苗族、朝鲜族改罗姓的。

## 分布
以中國而言，2010年统计，羅姓人口为1260萬，约占中国人口的0.95%，约38.2%分布在四川、广东、湖南3省，尤其以四川省人口最多，约占15.7%，为四川省第9大姓，湖南省第11大姓。其次分布于重庆、江西、贵州、广西、湖北、云南，这六省区集中了罗姓总人口的39.4%，其他分布较多的省区还有海南、福建、宁夏、陕西等，全国形成了云贵川渝、粤桂湘鄂赣两块高比率的罗姓聚居区。
罗姓在历史上一直是中国南方的大姓之一，在巴蜀民系、湖湘民系、客家民系、江右民系等南方汉族族群中，罗姓占有较高的人口比例，在广府民系、闽海民系中也有不少，少数民族中，罗姓则主要分布在壮族、苗族、彝族中，而在北方，罗姓则较为少见。

## 郡望堂号

### 郡望
罗姓在长期发展中，形成许多郡望，最著名的当数：
- 豫章郡：楚汉之际置郡，治所在南昌。相当于今江西省地，南朝陈时包有今江西锦江流域、南昌市清江（今樟树市）等县地。
- 长沙郡：战国秦置郡，治所在临湘（今湖南长沙市）。相当今湖南东部、南部和广西全州县，广东连州市、阳山县等地。西汉改郡为国，东汉仍改为郡。
- 襄阳郡：东汉建安分南郡、南阳两郡置郡名，治所在襄阳（今襄阳市）。相当今湖北襄阳、南漳、宜城、当阳、远安等县地。

### 堂号
罗姓主要堂号有：
- 豫章堂
- 长沙堂
- 昭陵堂
- 越国堂
- 尊尧堂
- 尊敬堂
- 崇文堂
- 崇彝堂
- 崇本堂
- 思本堂

## 延伸阅读
[在维基数据编辑]
 《百家姓》
 《欽定古今圖書集成·明倫彙編·氏族典·羅姓部》，出自陈梦雷《古今圖書集成》

## 參见
- 百家姓
- 中国姓氏列表
- 罗国
- 罗山县